# Ceftazidim
Ceftazidím je antibiotik iz skupine cefalosporinov, ki se daje parenteralno. Uporablja se za zdravljenje številnih bakterijskih okužb, med drugim okužb sklepov, meningitisa, pljučnice, vnetja zunanjega sluhovoda (zlasti nevarne oblike otitis externa maligna), okužb sečil, sepse, okužb z bakterijo Pseudomonas aeruginosa ter okužb z baterijami iz rodu Vibrio. Daje se intravensko (z injiciranjem v žilo dovodnico) ali intramuskularno (z injiciranjem v mišico).
Pogosti neželeni učinki so slabost, preobčutljivostna reakcija ter bolečina na mestu injiciranja. Pojavi se lahko tudi driska, povzročena s Clostridium difficile. Ne priporoča se uporaba pri bolnikih, ki so v preteklosti doživeli anafilaksijo zaradi aplikacije penicilina. Njegova uporaba pri nosečnicah in doječih materah je relativno varna. Njegov mehanizem delovanja temelji na preprečevanju izgradnje bakterijske celične stene.
Ceftazidim so patentirali leta 1978, na tržišče pa je prišel leta 1984. Uvrščen je na seznam osnovnih zdravil Svetovne zdravstvene organizacije, torej med najpomembnejša učinkovita in varna zdravila, potrebna za normalno zagotavljanje zdravstvene oskrbe.